# Darija Jurak
Darija Jurak, de casada Darija Jurak Schreiber (Zagreb, Iugoslàvia, 5 d'abril de 1984) és una tennista professional croata.

## Palmarès

### Dobles femenins: 22 (9−13)
| 2009 − 2020             | Després de 2021 |
| ----------------------- | --------------- |
| Grand Slam (0−0)        |                 |
| WTA Finals (0−0)        |                 |
| Premier Mandatory (0−0) | WTA 1000 (1−1)  |
| Premier 5 (0−0)         | WTA 1000 (1−1)  |
| Premier (2−6)           | WTA 500 (1−0)   |
| International (4−4)     | WTA 250 (1−2)   |

| Títols per superfície |
| --------------------- |
| Dura (7−8)            |
| Gespa (2−0)           |
| Terra batuda (0−4)    |
| Moqueta (0−1)         |

| Resultat   | Núm. | Data                   | Torneig                     | Superfície   | Parella                     | Oponents                              | Marcador            |
| ---------- | ---- | ---------------------- | --------------------------- | ------------ | --------------------------- | ------------------------------------- | ------------------- |
| Finalista  | 1.   | 14 de juliol de 2012   | Palerm, Itàlia              | Terra batuda | Katalin Marosi              | Renata Voráčová B. Záhlavová-Strýcová | 6−7(5), 4−6         |
| Finalista  | 2.   | 4 de maig de 2013      | Oeiras, Portugal            | Terra batuda | Katalin Marosi              | Chan Hao-ching Kristina Mladenovic    | 6−7(3), 2−6         |
| Finalista  | 3.   | 29 de juliol de 2013   | Stanford, Estats Units      | Dura         | Julia Görges                | Raquel Kops-Jones Abigail Spears      | 2−6, 6−7(4)         |
| Guanyadora | 1.   | 6 d'abril de 2014      | Monterrey, Mèxic            | Dura         | Megan Moulton-Levy          | Tímea Babos Olga Govortsova           | 7−6(5), 3−6, [11−9] |
| Finalista  | 4.   | 12 d'abril de 2015     | Charleston, Estats Units    | Terra batuda | Casey Dellacqua             | Martina Hingis Sania Mirza            | 0−6, 4−6            |
| Finalista  | 5.   | 18 d'octubre de 2015   | Tientsin, Xina              | Dura         | Nicole Melichar             | Xu Yifan Zheng Saisai                 | 2−6, 6−3, [8−10]    |
| Guanyadora | 2.   | 20 de febrer de 2016   | Dubai, Emirats Àrabs Units  | Dura         | Chuang Chia-jung            | Caroline Garcia Kristina Mladenovic   | 6−4, 6−4            |
| Guanyadora | 3.   | 25 de juny de 2016     | Eastbourne, Regne Unit      | Gespa        | Anastassia Rodiónova        | Chan Hao-ching Chan Yung-jan          | 5−7, 7−6(4), [10−6] |
| Finalista  | 6.   | 23 de juliol de 2013   | Stanford (2)                | Dura         | Anastassia Rodiónova        | Raquel Atawo Abigail Spears           | 3−6, 4−6            |
| Finalista  | 7.   | 5 de febrer de 2017    | Sant Petersburg, Rússia     | Dura (i)     | Xenia Knoll                 | Jelena Ostapenko Alicja Rosolska      | 6−3, 2−6, [5−10]    |
| Guanyadora | 4.   | 4 de març de 2017      | Acapulco, Mèxic             | Dura         | Anastassia Rodiónova        | Veronica Cepede Royg Mariana Duque    | 6−3, 6−2            |
| Guanyadora | 5.   | 5 d'agost de 2018      | Washington DC, Estats Units | Dura         | Han Xinyun                  | Alexa Guarachi Erin Routliffe         | 6−3, 6−2            |
| Finalista  | 8.   | 16 de setembre de 2018 | Quebec, Canadà              | Moqueta (i)  | Xenia Knoll                 | Asia Muhammad Maria Sanchez           | 4−6, 3−6            |
| Finalista  | 9.   | 16 d'octubre de 2018   | Moscou, Rússia              | Dura (i)     | Raluca Olaru                | Alexandra Panova Laura Siegemund      | 2−6, 6−7(2)         |
| Guanyadora | 6.   | 23 d'agost de 2019     | Bronx, Estats Units         | Dura         | María José Martínez Sánchez | Margarita Gasparyan Monica Niculescu  | 7−5, 2−6, [10−7]    |
| Finalista  | 10.  | 17 de gener de 2020    | Adelaida, Austràlia         | Dura         | Gabriela Dabrowski          | Nicole Melichar Xu Yifan              | 6−2, 5−7, [5−10]    |
| Guanyadora | 7.   | 13 de març de 2021     | Dubai (2)                   | Dura         | Alexa Guarachi              | Xu Yifan Yang Zhaoxuan                | 6−0, 6−3            |
| Finalista  | 11.  | 22 de maig de 2021     | Parma, Itàlia               | Terra batuda | Andreja Klepač              | Coco Gauff Caty McNally               | 3−6, 2−6            |
| Guanyadora | 8.   | 26 de juny de 2021     | Bad Homburg, Alemanya       | Gespa        | Andreja Klepač              | Nadia Kitxenok Raluca Olaru           | 6−3, 6−1            |
| Guanyadora | 9.   | 8 d'agost de 2021      | San Jose, Estats Units      | Dura         | Andreja Klepač              | Gabriela Dabrowski Luisa Stefani      | 6−1, 7−5            |
| Finalista  | 12.  | 15 d'agost de 2021     | Mont-real, Canadà           | Dura         | Andreja Klepač              | Gabriela Dabrowski Luisa Stefani      | 3−6, 4−6            |
| Finalista  | 13.  | 9 de gener de 2022     | Adelaida, Austràlia         | Dura         | Andreja Klepač              | Ashleigh Barty Storm Sanders          | 1−6, 4−6            |

## Trajectòria

### Dobles femenins
| Open d'Austràlia | 1R  | A           | A           | A           | A   | A           | A           | A           | 1R | 2R          | 1R          | 1R          | 1R | 1R          | 1R          | 2R          | 3R          | SF | 1R | 0 / 12 | 8 – 12 |
| Roland Garros | 1R  | A           | A           | A           | A   | A           | 2R          | 1R          | 1R | 2R          | 1R          | 1R          | 2R | 2R          | 2R          | 1R          | A           | QF |    | 0 / 12 | 8 – 12 |
| Wimbledon | 1R  | A           | A           | A           | A   | A           | Q1          | Q1          | 2R | 3R          | 1R          | 2R          | 2R | 1R          | 1R          | 1R          | NC          | 1R |    | 0 / 10 | 5 – 10 |
| US Open | A   | A           | A           | A           | A   | A           | 1R          | A           | 2R | 1R          | 2R          | 1R          | 2R | 1R          | 1R          | 1R          | 1R          | 3R |    | 0 / 11 | 5 – 11 |
| Jocs Olímpics | A   | No celebrat | No celebrat | No celebrat | A   | No celebrat | No celebrat | No celebrat | A  | No celebrat | No celebrat | No celebrat | A  | No celebrat | No celebrat | No celebrat | No celebrat | 2R | NC | 0 / 1  | 1 – 1  |
| WTA Finals | A   | A           | A           | A           | A   | A           | A           | A           | A  | A           | A           | A           | A  | A           | A           | A           | NC          | RR |    | 0 / 1  | 1 − 2  |
| Rànquing a final d'any | 156 | 138         | 161         | 305         | 219 | 114         | 81          | 87          | 48 | 46          | 54          | 51          | 33 | 52          | 49          | 42          | 48          | 4  |    |        |        |
| Llegenda: G: Guanyadora; F: Finalista; SF: Semifinalista; QF: Quarts de final; Q: Qualificació; A: Absent; RR: Round Robin; |     |             |             |             |     |             |             |             |    |             |             |             |    |             |             |             |             |    |    |        |        |